# Christian Floto

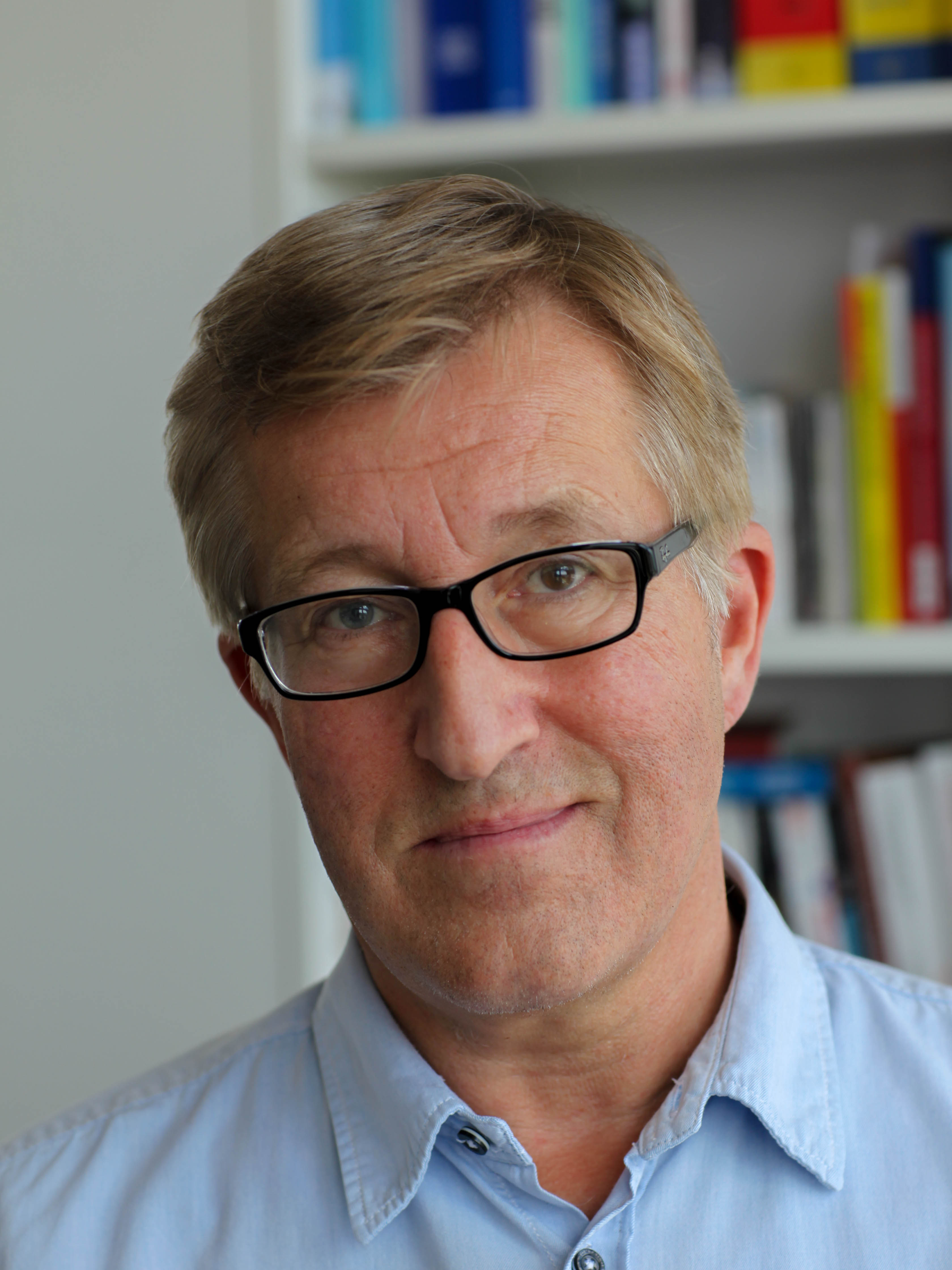
Christian Floto, 2018

Christian Floto (* 1956 in Lübeck) ist ein deutscher Mediziner und Wissenschaftsjournalist.

## Leben und Wirken
Nach dem Abitur am Katharineum zu Lübeck studierte Christian Floto in Kiel und Lübeck Humanmedizin. 1982 wurde er in Lübeck mit einer Dissertation über Das Schädelhirntrauma im Kindes- und Jugendalter zum Dr. med. promoviert. Von 1982 bis 1984 war er wissenschaftlicher Referent am Institut für medizinische und pharmazeutische Prüfungsfragen in Mainz und von 1984 bis 1986 ärztlicher Geschäftsführer der Landesärztekammer Hessen tätig. 1986 bis 1991 arbeitete er als Akademischer Rat für Theoretische Medizin in der Arbeitsgruppe Gesundheitswissenschaften an der Universität Osnabrück, ab 1992 für das ZDF, wo er 1993 Leiter der ZDF-Redaktion Gesundheit und Natur wurde und Hans Mohl als Moderator von Gesundheitsmagazin Praxis nachfolgte. Bis 2003 vertrat er das ZDF im Kuratorium der Aktion Mensch (vormals: „Aktion Sorgenkind“).
In der Leitung und Moderation vom Gesundheitsmagazin Praxis (später: PRAXIS – das Gesundheitsmagazin) in der ZDF-Primetime für ein breites Publikum ging es Christian Floto nicht nur um einordnende Informationen zu neuen Diagnostik- und Therapiemöglichkeiten, sondern auch von anderen Behandlungswegen („Wer heilt, hat Recht“). Ein Anliegen war auch, unnötige oder ungerechtfertigte Ängste oder unzutreffende Vorstellungen von Abläufen in Klinik und Praxis abbauen zu helfen, insbesondere zu der „Tabuzone Operationssaal“. Hierzu gab es in zahlreichen Sendungen Live-Einblicke und Begleitung von Operationen, z. B. zu Gelenkersatz, Bandscheibenvorfall, Grauem Star oder Herzoperationen. Diese Eingriffe wurden nicht zuvor aufgezeichnet und dann gesendet („live-on-tape“), sondern fanden – unverfälscht und authentisch – zum Zeitpunkt der Ausstrahlung statt. Beiträge mit dreidimensionalen Darstellungen erläuterten das Vorgehen; zugleich ging es um die Vermittlung der Abläufe, der komplexen Arbeitsteiligkeit und Professionalität im Dienst der Patientensicherheit.
Zur Vertiefung von bestimmten Themenanliegen stellte das ZDF für mehrstündige aufwändige PRAXIS-extra-Produktionen die Spätabend-/Nachtschiene bereit. So zeigte z. B. die „PRAXIS Nachtschicht“ (1997) eine Live-Darstellung von Abläufen aus Kliniken, Intensivstationen und Notaufnahmen des Universitätsklinikums Mainz. Es handelte sich um eine aufwändige Produktion bis zum frühen Morgen, an der u. a. vier Mediziner des ZDF als Moderatoren und Autoren beteiligt waren.
Es folgten in gleichem Format und ähnlicher Länge eine „Herz-Nacht live aus Buenos Aires“ (1998). René Favaloro, der Erfinder der Herz-Bypass-Technik, operierte – damals 75-jährig – in seiner Klinik in der Avenida Belgrano in Buenos Aires („Fundación Favaloro“) live einen Patienten mit diesem von ihm entwickelten Verfahren und erläuterte die einzelnen Schritte. Anschließend wurden aus vier Operationssälen seiner Klinik weitere große Herzoperationen in Live-Reportagen gezeigt und durch erklärende Beiträge ergänzt. Diese insgesamt fünfstündige Produktion wurde zeitgleich im argentinischen Fernsehen ausgestrahlt. Diese Sendung schrieb seinerzeit Fernsehgeschichte.
Weitere PRAXIS extra-Nächte waren die „Nacht der Wunder“ aus Lourdes (1999, live-on-tape produziert) und die „Gerichtsmedizin-Nacht“: „Von Tätern, Toten und Tabus“ (1998). Bei der letztgenannten Produktion kam es wegen einer geplanten und von den zuständigen Behörden grundsätzlich genehmigten bildlichen Darstellung der Abläufe einer Obduktion vorab zu einer medialen Auseinandersetzung. Auf die Ausstrahlung dieses Beitrages innerhalb der insgesamt vierstündigen Sendung wurde ZDF-seitig damals verzichtet.
Weitere Anliegen waren Christian Floto jährliche Gesundheitsaktionen im Zusammenwirken mit Gesundheitsorganisationen wie allen Apotheken, Bundesärztekammer und Bundesgesundheitsministerium sowie wissenschaftlichen Fachgesellschaften, z. B. „Testen nach dem Essen“ (Diabetesfrüherkennung) oder „TOP im Kopf“. Christian Floto vertrat zudem das koproduzierende ZDF redaktionell bei den international ausgestrahlten Dokumentationen von Lennart Nilsson 1997 (deutscher Titel der dreiteiligen Reihe: Faszination Leben) und 2001 (deutscher Titel: Faszination Liebe).
2001 übernahm Christian Floto die Leitung des Instituts für den wissenschaftlichen Film (IWF Wissen und Medien) in Göttingen. Zugleich wurde er zum ordentlichen Professor an die TU Braunschweig für das Fachgebiet Medieneinsatz in der Wissenschaft berufen. Von 2005 bis 2006 war er dort Dekan der Fakultät für Wirtschafts- und Sozialwissenschaften. 2006 ernannte ihn die TU Braunschweig zum Honorarprofessor. Von 2013 bis 2020 war er stellvertretender Vorsitzender des Hochschulrats der Europa-Universität Flensburg. Von April 2006 bis Ende 2022 war Christian Floto Leiter der Abteilung Wissenschaft und Bildung im Deutschlandfunk.

## Ehrungen
2018 wurde Christian Floto mit dem Preis für Wissenschaftsjournalismus der Deutschen Gesellschaft für Kardiologie ausgezeichnet.

## Veröffentlichungen (Auszug)
- mit Kerstin Wunderlich und Horst Hettwer: Tätigkeitsfeld Gesundheitserziehung: eine Analyse von Aus-, Weiter- und Fortbildungsmassnahmen in der Bundesrepublik Deutschland. Lang, Frankfurt am Main, Bern, New York, Paris 1989 (Europäische Hochschulschriften: Reihe 11, Pädagogik; Band 399) ISBN 3-631-41756-X.
- mit Daniel Grotke und Horst Hettwer: Prävention von Pollenallergien: Polleninformationsdienst-Systeme in Europa. Mit 4 Tabellen und einem Vorwort von F. Trendelenburg. G. Fischer, Stuttgart, Jena, New York 1994, ISBN 3-437-30737-1.